# Anoteropsis arenivaga
Anoteropsis arenivaga là một loài nhện trong họ Lycosidae.
Loài này thuộc chi Anoteropsis. Anoteropsis arenivaga được Raymond Comte de Dalmas miêu tả năm 1917.